# Odontoglossum praenitens
Odontoglossum praenitens là một loài phong lan đặc hữu của Colombia.